# Z/OS
z/OS는 IBM이 개발한 메인프레임 컴퓨터용 64비트 운영 체제이다. OS/390에서 파생되어 그 뒤를 이으며, 여러 MVS 버전들을 따른다. OS/390처럼 z/OS는 이전의 수많은 개개의 관련 제품들을 합쳐 놓았는데, 그 가운데 일부는 선택 사항이다. z/OS는 2000년 10월에 처음 도입되었다. 최신 버전은 z/OS 버전 2 릴리즈 1이다.

## 주요 특징
z/OS는 CICS, IMS, DB2, RACF, SNA, 웹스피어 MQ, 레코드 지향 데이터 접근 방식, REXX, CLIST, SMP/E, JCL, TSO/E, ISPF 등과 같은 안정적인 메인프레임 시스템과 표준을 지원한다. z/OS는 또한 64비트 자바, C, C++, 유닉스 (단일 유닉스 규격) API, 유닉스 시스템 서비스를 통한 애플리케이션, zFS 파일 시스템도 지원한다. 이로써 z/OS는 출시 시기에 국한되지 않는 다양한 상용 및 오픈 소스 소프트웨어를 관할한다. z/OS는 IPv6를 포함하여 TCP/IP를 통한 직접 통신을 할 수 있으며 FTP, NFS, CIFSSMB와 같은 기타 공통 서비스와 더불어 표준 HTTP 서버 (아파치 파생의 로터스)를 포함한다. 기타 중심이 되는 디자인 철학은 심지어는 단일 운영 체제 인스턴스 내에서도 이루어지는 매우 높은 QoS에 대한 지원이며, 한편 z/OS는 병렬 시스플렉스 클러스터링을 기본 내장하여 지원한다.

## 같이 보기
- z/VSE

## 참조
1. ↑  Vijayan, Jaikumar. "Z/OS: Users Expect Big Savings." Computerworld, 19 November 2001, Vol. 35 Issue 47, p. 40
2. ↑  “Main Page - Oss4zos”. 2008년 7월 4일에 원본 문서에서 보존된 문서. 2018년 11월 12일에 확인함.
3. ↑  IBM - z/OS Communications Server - Features and benefits